# Montagny-près-Louhans
Montagny-près-Louhans este o comună în departamentul Saône-et-Loire, Franța. În 2009 avea o populație de 462 de locuitori.

## Evoluția populației
| An        | 1975 | 1982 | 1990 | 1999 | 2006 | 2009 |
| --------- | ---- | ---- | ---- | ---- | ---- | ---- |
| Populație | 328  | 342  | 364  | 372  | 432  | 462  |